# Гурульов Андрій Вікторович
Андрій Вікторович Гурульов (рос. Гурулёв Андрей Викторович, нар. 16 жовтня 1967, Москва) — генерал-лейтенант ЗС Російської Федерації. За даними Служби безпеки України, з осені 2014 і до весни 2015 року брав безпосередню участь у формуванні та організації бойових дій російських окупаційних сил на сході України.
Підозрюваний у вчиненні особливо тяжких злочинів проти основ національної безпеки України, миру та міжнародного правопорядку.

## Життєпис
Закінчив Московське вище загальновійськове командне училище, Загальновійськову академію ЗС РФ, Військову академію Генерального штабу ЗС РФ.
Служив у Західній групі військ, Приволзько-Уральському та Сибірському військових округах. Перше офіцерське призначення отримав на посаду командира взводу навчально-бойового озброєння і техніки навчального мотострілецького полку в Приволзькому військовому окрузі.
Пройшов посади від командира взводу до начальника штабу — першого заступника командувача 58-ї армії Південного військового округу РФ (у зону відповідальності входять 6 республік Північного Кавказу, в тому числі — російські окупаційні військові бази в Грузії).
З 23 березня 2006 року полковник Гурулєв А. В. перебував на посаді командира 5-ї гвардійської танкової дивізії.
У червні 2007 році указом Президента Російської Федерації присвоєне звання «генерал-майор».
У 2012 році призначений командувачем 58-ї армії.
У 2013 році Андрій Гурулєв був підозрюваним за частиною 5 статті 33, частиною 1 статті 286 кримінального кодексу РФ (пособництво у перевищені посадових повноважень). Карна справа щодо Гурулєва була об'єднана в єдине провадження зі справою щодо начальника штабу — першого заступника командувача військами Південного військового округа генерал-лейтенанта Миколи Переслегіна. Гурулєва звинувачували в тому, що він допомагав приховувати факт відсутності рядового та прапорщика на військові службі, котрі, натомість, виконували побутову роботу та повсякденні завдання Переслегіна.
Указом Президента Російської Федерації від 13 грудня 2014 р. № 764 присвоєне військове звання «генерал-лейтенант».
У серпні 2016 року призначений заступником командувача Південного військового округу РФ.

### Родина
Одружений, має трьох дітей.
Батько, Віктор Гурулєв, в 1990—1996 роках був заступником командувача Приволзько-Уральським військовим округом. Молодший брат Дмитро з 2007 р. є заступником прокурора Тамбовської області. Перед тим, з 2005 року, був заступником прокурора Інгушетії.

## Російсько-українська війна
За даними Служби безпеки України, Андрій Гурулєв брав участь у війні на сході України як зв'язок та можлива заміна генерал-майора ЗС РФ Олексія Завізьона. Починаючи осені 2014 і до весни 2015 року брав безпосередню участь у формуванні та організації бойових дій російських окупаційних сил на сході України. Тоді він командував 12-м Командуванням резерву Південного ВО ЗС РФ (Новочеркаськ, РФ). Згодом повернувся на посаду командувача 58-ї армії (Владикавказ) Південного ВО ЗС РФ (Ростов-на-Дону). За участь у війні проти України військовий злочинець отримав звання «генерал-лейтенант» (наказ президента РФ від 13.12.2014 року № 764), у березні 2016 року був нагороджений орденом «Мужності».
22 серпня 2016 року включений Генеральною прокуратурою України до списку з 18 осіб, яким повідомлено про підозру у вчиненні особливо тяжких злочинів проти основ національної безпеки України, миру та міжнародного правопорядку.
Андрій Гурулєв присутній у базі даних центру «Миротворець» серед осіб, що становлять загрозу національній безпеці України і міжнародному правопорядку.
15 грудня 2022 Гурулєв голосував за окупацію частини Донецької та Луганської областей України (так звана «передача президенту Володимиру Путіну звернення про визнання незалежності ДНР і ЛНР»).

## Нагороди
- Орден «За заслуги перед Отечеством» I та II ступенів
- Орден «Мужності»
- інші медалі